# 사중손실
사중손실(死重損失, deadweight loss, excess burden 또는 allocative inefficiency)이란 경제학 용어로서, 재화나 서비스의 균형이 파레토 최적이 아닐 때 발생하는 경제적 효용의 순손실(純損失)을 의미한다.
사중손실의 원인으로는 독점가격, 외부효과, 세금이나 보조금 그리고 가격상한, 가격하한 등이 있다. 자중손실, 사중비용, 후생손실/비용, 초과부담 등은 모두 같은 말이다. 발견자의 이름을 따라 하버거의 삼각형(Harberger's Triangle)이라고 부르기도 한다.

## 하버거의 삼각형

가격상한제에서 사중손실.

- 완전경쟁시장에서 하한가격이나 상한가격, 세금, 관세 부과 등으로 정부가 개입함으로써 발생하는 사회적 손실을 말한다. 아놀드 하버거 (Arnold Harberger, 1924년 7월 27일 ~ )가 주장한 개념으로 후생경제학에서 사용한다. 수요곡선, 공급곡선과 이들 곡선을 지나가는 수량선이 만들어내는 삼각형을 보고 이름붙였다.

- 오른 쪽 그림에서 위에 있는 수요곡선(Demand Curve)과 아래 있는 공급곡선(Supply Curve), 그리고 (수직으로 내려오는) 수량을 나타내는 직선(Market quantity with price ceiling)에 의해 만들어지는 삼각형이 바로 하버거의 삼각형이다 (deadweight loss 라고 표시된 부분).

- (1) 애초에 정부개입이 있기 전의 균형상태에서 이 삼각형의 윗부분과 아랫부분은 각각 소비자전체와 생산자전체가 갖고 있던 소비자잉여와 생산자잉여의 일부였다. 
 (2) 이제 정부가 가격상한제라는 형태로 시장에 개입한 결과 가격이 낮아지면서 생산량이 줄어들고, 덩달아 줄어든 생산자잉여를 소비자가 가져가는 듯 보이지만 실상은 100퍼센트 전부를 가져가는 것이 아니라 일부(노란색칠을 한 부분)는 누구의 손에도 들어가지 못한 채 소멸하게 된다. 시장에서 거래되는 양 자체가 균형거래량(Equilibrium quantity)에서 가격상한제에서의 거래량(Market quantity with price ceiling)으로 줄어들기 때문이다.
 (3) 소비자역시 잉여의 상실을 경험한다. 사라진 소비자잉여는 누르스름한 색으로 표현된 부분이다.
 (4) 결국 2번의 경우에서 생산자는 잃었지만 소비자가 가져가지 못한 일부의 부분(노란색)과 소비자잉여였다가 소비량이 줄면서 사라진 부분(누르스름한 부분)을 합한 것이 바로 사중손실(deadweight loss)을 의미한다. 이렇게 사라진 부분은 사회전체적으로 보아 손실로 남게 된다.

## 사례

#### 독점가격
한 개에 십원인 종이컵 시장을 생각해보자. 이 시장에서 가격이 공짜일 때는 수요가 아주 높을 것이고, 가격이 100원일 때는 수요가 아주 없는, 가격비례적인 수요곡선을 그린다고 가정하자. 완전경쟁시장이라면 생산자는 10원의 가격에 생산을 계속하고, 수요자는 종이컵을 구매할 것이다. 그러나 만일 생산자가 독점을 하게 되면, 그는 자신에게 가장 높은 이익을 주는 가격을 붙이려고 한다. 예컨대 종이컵 한 개에 60원을 부과한다면, 한계효용이 60원에 못미치는 소비자들은 물건을 사지 않을 것이다. 재화 한 개를 구매함으로써 발생하는 한계효용이 재화의 가격을 넘을 때에만 구매한다고 가정하기 때문이다. 이때 가격이 오름으로써 구매를 포기하는 소비자들의 효용이 바로 사중손실이 된다. 물론 이 경우 독점공급의 상황이므로 공급곡선은 수평선에 가까운 모습을 취하며, 공급자의 효용손실은 거의 없으므로, 사회전체의 효용손실은 주로 소비자의 효용손실을 의미한다. 요컨대 독점가격 상황에서 사중손실이란 인위적인 가격고정때문에 사라진 소비자들의 효용이다.

#### 크리스마스 사중손실
크리스마스 사중손실(deadweight loss of Christmas)은 미국의 경제학자 조엘 월드포겔(Joel Waldfogel)이 주장한 개념이다. 요지는 현금이 아닌 물건으로 선물하면 가치의 손실이 일어난다는 것. 이를테면 5,000원을 지불하고 선물을 샀는데 정작 선물을 받는 사람의 효용이 그에 못미친다면 (현실적으로 이런 일은 비일비재하다), 재화구매자는 재화를 사는 순간 이미 손실을 보는 것이다.
경제학자들은 거시경제학에 끼치는 건전한 영향때문에, 기념일에 선물을 주고받는 것을 묵과하는 편이다. 그러나 선물을 주고받는 경제적 행위에서도 중요한 점은 최종소비자에 의한 선택이다. 선물의 거시경제학적 의의에서 간과해서는 안될 점은 최종소비자의 기호와 일치하지 않을 수도 있다는 점이다. 원론적인 거시경제학에서 선물 제공자가 할 수 있는 최선의 길은 선물을 받는 사람이 원하는 것을 선물하는 것이다. 물론 수요자가 원하는 것보다 더 좋은 것을 선물할 가능성도 있지만, 수요자의 정보가 선물제공자에게 정확하게 전달되지 않는 경우가 많은 현실에서, 같은 액수의 돈으로 본인보다 못한 선택을 하기가 십상이다. 간단히 말해서 선물을 주는 것은 사중손실이 발생하는 잠재적 원천이 되는 것이다.

#### 초과부담
세금의 초과부담(超過負擔) 또는 과세의 사중손실(deadweight loss of taxation)이라고도 부른다. 마땅히 거둬야 할 양보다 더 많이 거두는 세금으로 인해 사회가 겪는 경제적 손실을 의미한다. 초과부담을 최초로 거론한 사람은 경제학자 아담 스미스(Adam Smith)이다.
- 복지함정

극단적인 형태는 복지함정(welfare trap)이다. 홍길동이라는 실업자가 최저한의 실업급여에 의존해 살고 있다고 가정해보자. 홍길동은 주당 수십시간의 노동으로 연간 수백만원의 보수를 받는 일을 할 것을 고려하고 있다. 시급제인 그 일을 그럴듯하다고 생각할 수도 있지만 현실적으로 홍길동 같은 사람들이 복지수당을 받다가 세금을 내는 처지로 바뀌게 되면 당장 적지 않은 돈을 (세금으로) 부담해야 한다. 냉정하게 계산한 결과 복지수당을 받으면서 훨씬 더 많은 자유시간을 누리는 쪽을 택할 것이다. 이것이 바로 복지함정이다. 세금을 내야 할 홍길동이 세금을 내지 않고, 실업수당때문에 정부지출은 그대로라면 사회는 점점 더 빈곤해진다. 만일 홍길동이 새로운 직업을 가질 때 내는 세금을 반으로 줄이고, 대신 복지수당도 반으로 줄여버린다면 모든 사람이 만족을 누릴 수 있게 된다. (줄어든 세금만큼) 더 많은 소득이 가능한 홍길동이 만족하고, 세금부담을 더는 정부도 확실하게 만족할 수 있다. 사중손실에 대해 파레토 개선(Pareto improvement)이 가능해지는 것이다.
- 하지만 반대로 지나친 복지 축소는 현대 사회의 노동시장 유연화에 대한 사회적 보장을 없애 사회의 활력을 제거할 수 있다고 본다.

## 같이 보기
- 부가가치
- 잉여가치
- 복지경제학
- 경제적 잉여
- 유도된 수요
- 가격차별